# John Whitlinger
John Whitlinger (Neenah, 4 febbraio 1954) è un ex tennista statunitense.

## Carriera
In carriera ha vinto un titolo nel doppio, il Bermuda Open nel 1976, in coppia con il connazionale Mike Cahill. Nei tornei del Grande Slam ha ottenuto il suo miglior risultato raggiungendo il terzo turno nel doppio agli US Open nel 1975.

## Statistiche

### Singolare

#### Finali perse (1)
| Numero | Anno           | Torneo                                        | Superficie | Avversario in finale | Punteggio          |
| 1.     | 25 agosto 1974 | Pennsylvania Lawn Tennis Championship, Merion | Erba       | John Lloyd           | 0-6, 6-4, 3-6, 5-7 |

### Doppio

#### Vittorie (1)
| Numero | Anno              | Torneo                 | Superficie  | Compagno    | Avversari in finale     | Punteggio     |
| 1.     | 19 settembre 1976 | Bermuda Open, Hamilton | Terra rossa | Mike Cahill | Dick Crealy Ray Ruffels | 6-4, 4-6, 7-6 |

#### Finali perse (6)
| Numero | Anno            | Torneo                                | Superficie  | Compagno     | Avversari in finale           | Punteggio     |
| 1.     | 4 agosto 1974   | Cincinnati Open, Cincinnati           | Cemento     | Jim Delaney  | Dick Dell Sherwood Stewart    | 6-4, 6-7, 2-6 |
| 2.     | 20 luglio 1975  | Chicago Grand Prix, Chicago           | Sintetico   | Mike Cahill  | John Alexander Phil Dent      | 3-6, 4-6      |
| 3.     | 25 aprile 1976  | Sacramento Classic, Sacramento        | Sintetico   | Mike Cahill  | Tom Gorman Sherwood Stewart   | 6-3, 4-6, 4-6 |
| 4.     | 30 agosto 1976  | U.S. Pro Tennis Championships, Boston | Terra rossa | Mike Cahill  | Ray Ruffels Allan Stone       | 6-3, 3-6, 6-7 |
| 5.     | 1º maggio 1977  | BMW Open, Monaco di Baviera           | Terra rossa | Nikki Spear  | František Pála Balázs Taróczy | 3-6, 4-6      |
| 6.     | 30 ottobre 1977 | Western Australian Open, Perth        | Sintetico   | Nick Saviano | Ray Ruffels Allan Stone       | 2-6, 1-6      |